# Área metropolitana de Boise
El Área Metropolitana de Boise, denominada como Área Estadística Metropolitana de Boise City-Nampa, ID MSA por la Oficina de Administración y Presupuesto, es un Área Estadística Metropolitana centrada en la ciudad Boise, capital de Idaho, en Estados Unidos. Su población según el censo de 2010 es de 616.561 de habitantes.

## Composición
Los 5 condados del área metropolitana, junto con su población según los resultados del censo 2010:
- Ada – 392.365 habitantes
- Boise– 7.028 habitantes
- Canyon– 188.923 habitantes
- Gem– 16.719 habitantes
- Owyhee– 11.526 habitantes

## Principales ciudades del área metropolitana
Lugares con más de 100.000 habitantes
- Boise (Ciudad principal)

Lugares entre 50.000 a 100.000 habitantes
- Meridian
- Caldwell
- Nampa

Lugares entre 10.000 a 50.000 habitantes
- Eagle
- Garden City
- Kuna

Lugares entre 1.000 y 10.000 habitantes
- Emmett
- Homedale
- Middleton
- Parma
- Star
- Wilder

Lugares con menos de 1.000 habitantes
- Crouch
- Grand View
- Greenleaf
- Horseshoe Bend
- Idaho City
- Marsing
- Melba
- Notus
- Placerville

Áreas no incorporadas
- Bowmont
- Bruneau
- Garden Valley
- Letha
- Lowman
- Murphy
- Ola
- Riddle
- Sweet